# Sphaerocera flava
Sphaerocera flava är en tvåvingeart som beskrevs av Vanschuytbroeck 1951. Sphaerocera flava ingår i släktet Sphaerocera och familjen hoppflugor.
Artens utbredningsområde är Kongo. Inga underarter finns listade i Catalogue of Life.